# Solomon Kirwa Yego
Solomon Kirwa Yego (10 mei 1987) is een Keniaanse langeafstandsloper die is gespecialiseerd in de halve marathon. Met een persoonlijk record van 58.44, behoort hij tot de snelste atleten ter wereld op deze afstand. Hij won verschillende wegwedstrijden, zoals de halve marathon van Roma-Ostia en de halve marathon van Udine. Op de Afrikaanse kampioenschappen veldlopen in 2014 won hij met zijn team een gouden medaille in het landenklassement. Individueel eindigde hij tijdens dit kampioenschap op een vierde plaats.

## Persoonlijke records
| Onderdeel      | Prestatie | Datum         | Plaats     |
| -------------- | --------- | ------------- | ---------- |
| 10.000 m       | 28.23,0   | 11 juli 2015  | Nairobi    |
| 10 km          | 28.05     | 13 maart 2016 | Ostia Lido |
| 15 km          | 41.54     | 13 maart 2016 | Ostia Lido |
| halve marathon | 58.44     | 13 maart 2016 | Ostia Lido |
| marathon       | 2:07.12   | 9 april 2017  | Parijs     |

## Palmares

### 5000 m
- 2012:  Campionati di Società in Modena - 14.14,54

### 10 km
- 2011:  Circuito Città di Cona - 30.34
- 2012:  Corri Sotto le Stelle in Sora - 29.10

### 15 km
- 2011:  Corsa di San Martino in Controguerra - 45.05
- 2015: 5e Puy-en-Velay in Le Puy-en-Velay - 44.56

### 20 km
- 2014: 5e Marseille-Cassis Classic - 1:00.53

### halve marathon
- 2010:  halve marathon van Ponte san Giovanni - 1:05.15
- 2010:  halve marathon van Pordenone - 1:05.04
- 2010:  halve marathon van Palmanova - 1:05.08
- 2011:  halve marathon van Gorizia - 1:03.44
- 2011:  halve marathon van Civitanova Marche - 1:03.53
- 2011:  halve marathon van Numana - 1:07.57
- 2011:  halve marathon van Prato - 1:04.40
- 2011:  halve marathon van San Giorgio del Pertiche - 1:05.56
- 2011:  halve marathon van Porto Recanati - 1:06.39
- 2011:  halve marathon van Monte Urano - 1:07.08
- 2011:  halve marathon van Villa Lagarina - 1:04.35
- 2012:  halve marathon van Ferrara - 1:01.49
- 2012:  halve marathon van Gualtieri - 1:03.33
- 2012:  halve marathon van Chia - 1:08.57
- 2012:  halve marathon van Trieste - 1:02.46
- 2012:  halve marathon van Klagenfurt - 1:03.08
- 2012:  halve marathon van Bologna - 1:03.08
- 2012:  halve marathon van Padenghe sul Garda - 1:03.21
- 2012:  halve marathon van Pordenone - 1:01.34
- 2012:  halve marathon van Cremona - 1:01.37
- 2012:  halve marathon van Arezzo - 1:02.02
- 2013:  Route du Vin - 1:01.56
- 2013: 5e Bredase Singelloop - 1:04.23
- 2014:  halve marathon van Sfax - 1:02.50
- 2014:  halve marathon van Casablanca - 1:01.59
- 2014:  halve marathon van Montbéliard - 1:02.50,0
- 2015:  halve marathon van Verbania - 1:00.47
- 2015:  halve marathon van Udine - 1:00.04
- 2015:  halve marathon van Cremona - 1:01.33
- 2016:  Roma-Ostia - 58.44
- 2016: 6e halve marathon van Valencia - 1:00.11
- 2017: 4e Halve marathon van Ras al-Khaimah - 59.50
- 2018: 21e halve marathon van Valencia - 1:01.20
- 2019: 13e halve marathon van Lissabon - 1:00.46
- 2019: 14e halve marathon van Kopenhagen - 1:01.25

### marathon
- 2011:  marathon van Fano - 2:18.47
- 2011:  marathon van Vedelago - 2:17.47
- 2016:  marathon van Praag - 2:08.31
- 2016: 10e marathon van Valencia - 2:14.44
- 2017:  marathon van Parijs - 2:07.12
- 2018: 8e marathon van Valencia - 2:06.24
- 2018: 4e marathon van Hamburg - 2:07.37
- 2019: 5e marathon van Praag - 2:07.30
- 2021: 6e Tuscany Camp marathon in Siena - 2:06.41

### veldlopen
- 2014: 4e Afrikaanse kamp. in Kampala - 35.14,9